# خميس قصيبة
خميس القصيبة هي قرية مغربية غرب المملكة. تنتمي خميس القصيبة لإقليم سيدي بنور. تضم هذه القرية 6.637 نسمة (إحصاء 2004).